# Shannon Boxx
Shannon Leigh Boxx, née le 29 juin 1977 à Fontana en Californie, est une joueuse de soccer américaine évoluant au poste de milieu de terrain offensif. Elle est internationale américaine. Sa sœur Gillian Boxx fut membre de l'équipe olympique américaine de softball.

## Carrière

### En club
De 12 à 18 ans, Boxx joue son soccer amateur pour les Torrance Unis Waves, en Californie et aide l'équipe à conquérir 4 Championnats d’État. Elle participe à deux compétitions de la finale nationale du Championnat USYSA en 1993 et 1994.
En 1995, Boxx joue pour le Fighting Irish de l'université Notre-Dame dans la première division NCAA, et aide l'équipe à remporter le Championnat national de soccer féminin de la NCAA en battant les champions défendant, l'Université de la Caroline du Nord. Boxx est nommée au All-Big East Team en 1995, 1996 et 1997. Elle joue 101 matchs en première division NCAA de 1995 à 1998.
En 1999, Boxx joue pour les Boston Renegades de la W-League. Par la suite, elle part jouer une saison en Allemagne pour le 1. FC Saarbrücken dans la ligue Fußball-Bundesliga. Lors de la création de la ligue professionnelle américaine, la Women's United Soccer Association en 2001, Boxx est recrutée par San Diego Spirit. Boxx joue tous les 21 matchs comme partante et est nommée sur l'équipe d'étoiles All-WUSA. Cependant, son temps de jeu est réduit dans la saison suivante à cause de blessures, et en Septembre 2002, elle est échangée au New York Power. Avec New York Power, Boxx retrouve la forme, et joue tous les 21 matchs. Elle est nommée au All-WUSA Team de 2003.
Lors de la création de la Women's Professional Soccer en 2009, elle est sélectionnée par le Los Angeles Sol et aide son équipe à se rendre en finale. L'équipe ferme durant l'intersaison 2009-2010 et Boxx est recrutée par l'Athletica de Saint-Louis pour la saison 2010. Mais la saison est à peine amorcée que le club éprouve de graves difficultés financières et doit fermer. Lors d'une draft spéciale, elle est repêchée par le FC Gold Pride. Elle y joue la saison aidant sa nouvelle équipe a remporté le championnat américain, Pendant l'intersaison 2010- 2011, invoquant des difficultés financières, l'équipe annonce qu'elle cesse ses activités, et ne sera pas de retour pour la saison 2011. Shanon Boxx en est donc à son troisième club qui ferme (Los Angeles Sol, Saint Louis Athletica et FC Gold Pride). Elle joue la saison 2011 avec le magicJack. Le 11 janvier 2013, elle est mise à disposition des Chicago Red Stars, jouant dans la nouvelle National Women's Soccer League.

### En sélection nationale
Internationale américaine, elle prend part à la Coupe du monde 2003 et aux Jeux olympiques en 2004 et fait partie de la sélection lors de la coupe du monde 2007 (demi-finaliste). Entre-temps, en 2005, elle fut désignée par la FIFA troisième meilleure joueuse du monde derrière Birgit Prinz et Marta.
Sélectionnée en équipe nationale pour les Jeux olympiques de Pékin, elle remporte une nouvelle fois la médaille d'or. Elle participe également à la Coupe du monde féminine de 2011. Elle fait partie de l'équipe américaine championne olympique aux Jeux olympiques d'été de 2012 Comme de nombreuses compatriotes (Wambach, Holiday), elle termine sa carrière internationale sur un titre de championne du monde en 2015.

## Palmarès
- Championne olympique de football féminin : 2004, 2008 et 2012
- Championne du monde : 2015

## Distinction personnelle
- Élue troisième meilleure joueuse au monde en 2005 par la FIFA.